# Успење Пресвете Богородице (фреска)
Успење Пресвете Богородице је највећа и најпознатија фреска манастира Сопоћани. Осликали су је између 1272. и 1276. године византијски мајстори из Константинопоља , под покровитељством краља Стефана Уроша I. Уз студеничко Распеће и милешевског Белог анђела, представља најпознатију фреску српског средњовековног сликарства. На Светској изложби у Паризу 1961. године Успење Пресвете Богородице је проглашено за најлепшу фреску читавог средњег века.
Фреска заузима средишњи део западног зида Цркве Свете Тројице и простире се на монументалних 40 метара квадратних. Композиција приказује бол апостола, архијереја, јерусалимских жена, анђела и Христа због смрти Богородице.